# グローセンリューダー
グローセンリューダー（ドイツ語: Großenlüder）は、ドイツ連邦共和国ヘッセン州カッセル行政管区のフルダ郡に属す町村である（以下、本項では便宜上「町」と記述する）。この町はフォーゲルスベルク山地の東の支脈に位置している。

## 歴史

### 位置

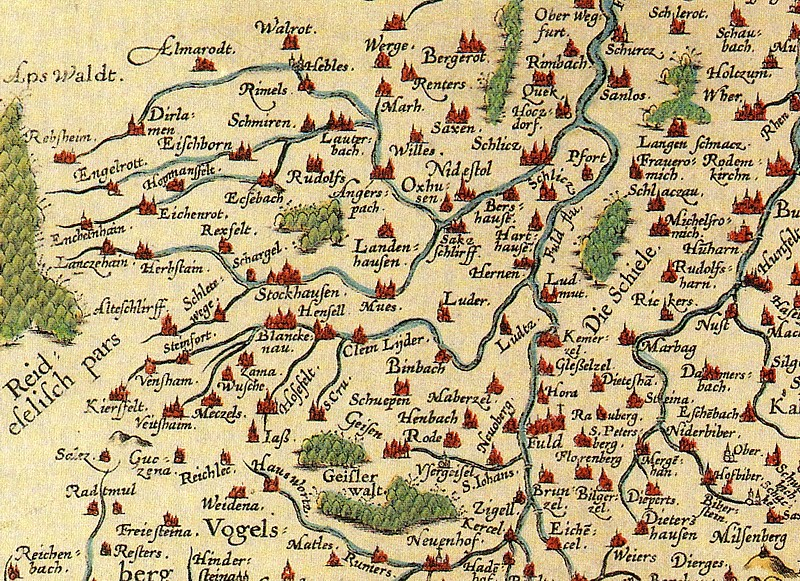
1547年のフルダ修道院領地図。Luder と表記されている。

グローセンリューダーは、フォーゲルスベルク山地の東の支脈沿い、高度 245 m から 420 m に位置している。町内の最高地点は、420 m のフィンケンベルクである。ここには、1990年代までアメリカ軍の HAWK-ミサイル基地があった。グローセンリューダーは、フルダの西約 11 km に位置している。
町内をリューダー川が流れている。この川は、町内の3つの地区名の由来となっている。この川の河畔には塩泉があり、この地域における入植に決定的な役割を果たした。1997年までバート・ザルツシュリルフの湯治場に貸し出されていた。

### 隣接する市町村
グローセンリューダーは、北はバート・ザルツシュリルフ（フルダ郡）、北西はシュリッツ（フォーゲルスベルク郡）、東はフルダ、南東はノイホーフ、南西はホーゼンフェルト（以上3市町村はフルダ郡）、西はヘルプシュタインおよびヴァルテンベルク（ともにフォーゲルスベルク郡）と境を接している。

### 自治体の構成
この町の主邑はグローセンリューダーである。以下のすべての地区と人口（2013年12月31日現在）を列記する。
- グローセンリューダー（3,591人）
- ビムバッハ（2,132人）
- ミュス（1,072人）
- クラインリューダー（1,012人）
- ウフハウゼン（478人）
- アイヒェナウ（143人）
- リュッテルツ（80人）

## 歴史
グローセンリューダーは、822年に初めて文献に記録されている。これはフルダ修道院の院長アイギルが建設した礼拝堂が、マインツ大司教によって聖別された際の記録である。この礼拝堂は現在も訪れることができる。
中世にこの町は、行政上の中心点に発展した。グローセンリューダーはフルダのアムト（下級行政単位およびその役所）および裁判所の所在地であった。この町の貴族家としては、リューダー家とデーリング家があった。騎士ヴィーガント・フォン・リューダーは宗教改革家マルティン・ルターの先祖であると考えられている。ヴィーガントは、マルティン・ルターの父親の生地であるメーラ（西テューリンゲン）付近に定住し、新たに設けた居城をフルダ修道院の修道院長からレーエンとして受領した。これらを鑑みて、存続しているルター家においてもその祖先は、リューダーの一族に由来すると考えている。ヴィーガント・フォン・リューダーは、1302年から1308年までの間に7回、フランケンシュタイン家とアムト・ザルツンゲンとの間の売買・貸借契約の立会人となっている。
グローセンリューダー村は土塁と堀で囲まれていた。1220年頃に、グローセンリューダーに2つめの、より大きな教会が建設された。その内陣が現存している。中世末期にグローセンリューダーのアムトとゲリヒトはフルダ領主修道院長からフルダの聖堂参事会に質入れされた。これによりグローセンリューダーはフルダ司教領内で特殊な地位に位置づけられた。
1735年にバロック教会が完成した。1802年の世俗化後、グローセンリューダーはフルダ司教領全域と運命をともにした。この村はオラニエ＝ナッサウ公領となり、1806年にナポレオン・ボナパルトによりフルダ県に併合された。1810年、この村はフランクフルト大公国の一部となった。1815年のウィーン会議後とその1年後のプロイセンによる統治の後、この村はヘッセン選帝侯領となった。
1866年の普墺戦争によりグローセンリューダーはヘッセン選帝侯領全域とともにプロイセン王国の一部となり、フルダ郡西部全域が含まれるオーバーアムト（ゲリヒツベルク）に組み込まれた。このゲリヒト・リューダーは1940年に廃止された。

### 町村合併
ヘッセン州の地域再編に伴い、1970年12月31日に、それまで独立した隣村であったアイヒェナウがグローセンリューダーに合併した。1971年12月31日にクラインリューダー、ウフハウゼンがこれに続いた。ビムバッハ、リュッテルツ、ミュスは1972年8月1日の州法発効により合併した。

## 住民

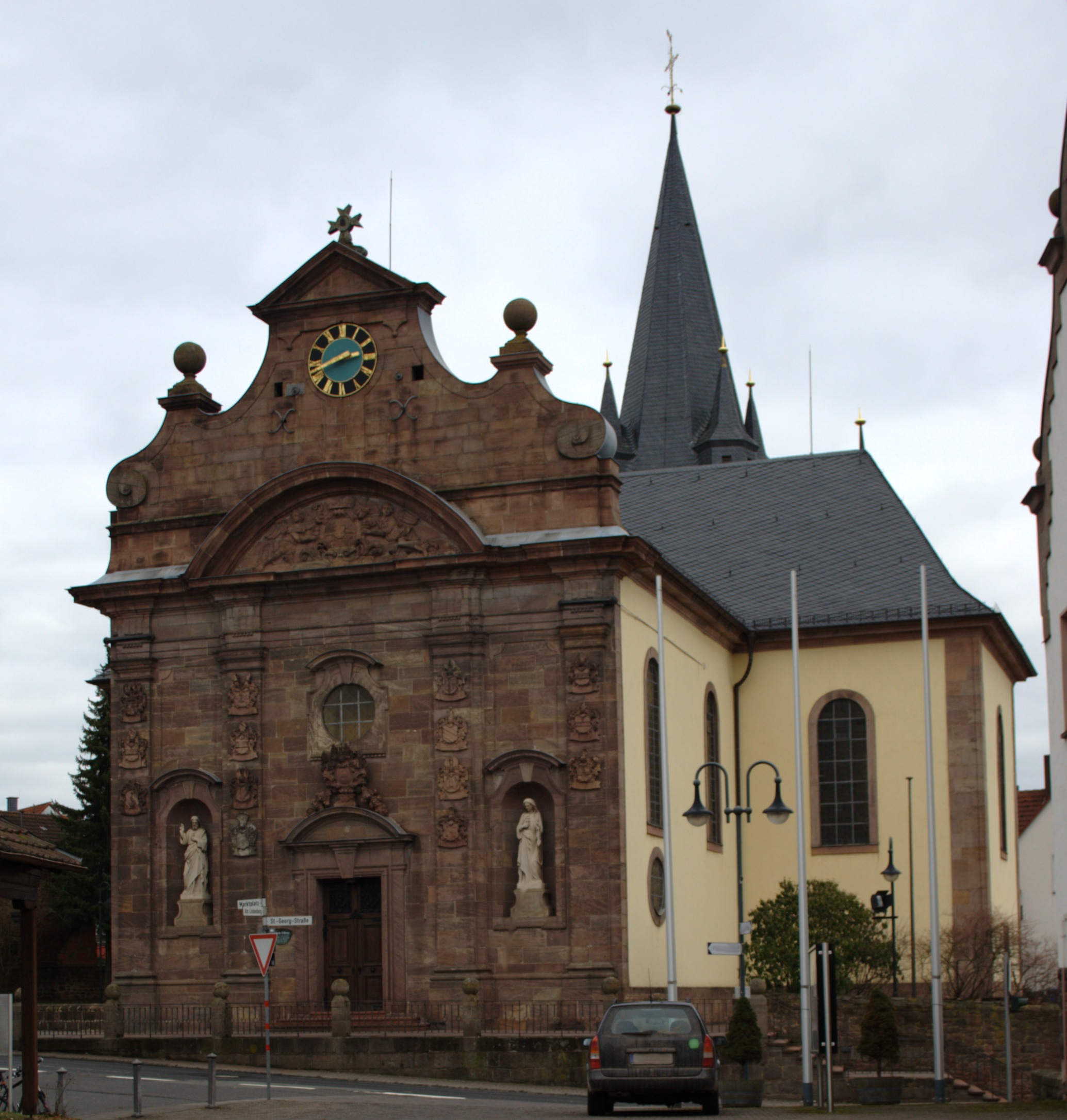
カトリックの聖ゲオルクス教会

### 宗教
カトリック
グローセンリューダーの入り口に古い基礎壁が露出している場所がある。これが、822年に文献に記録された聖ゲオルク教区教会である。教会堂はザンクト・ゲオルク通り3番地にある。聖ゲオルクはグローセンリューダーの守護聖人でもある。
福音主義
1906年建造のマルティン＝ルター教会は、アム・ハーバースベルク14番地に建っている。

## 行政

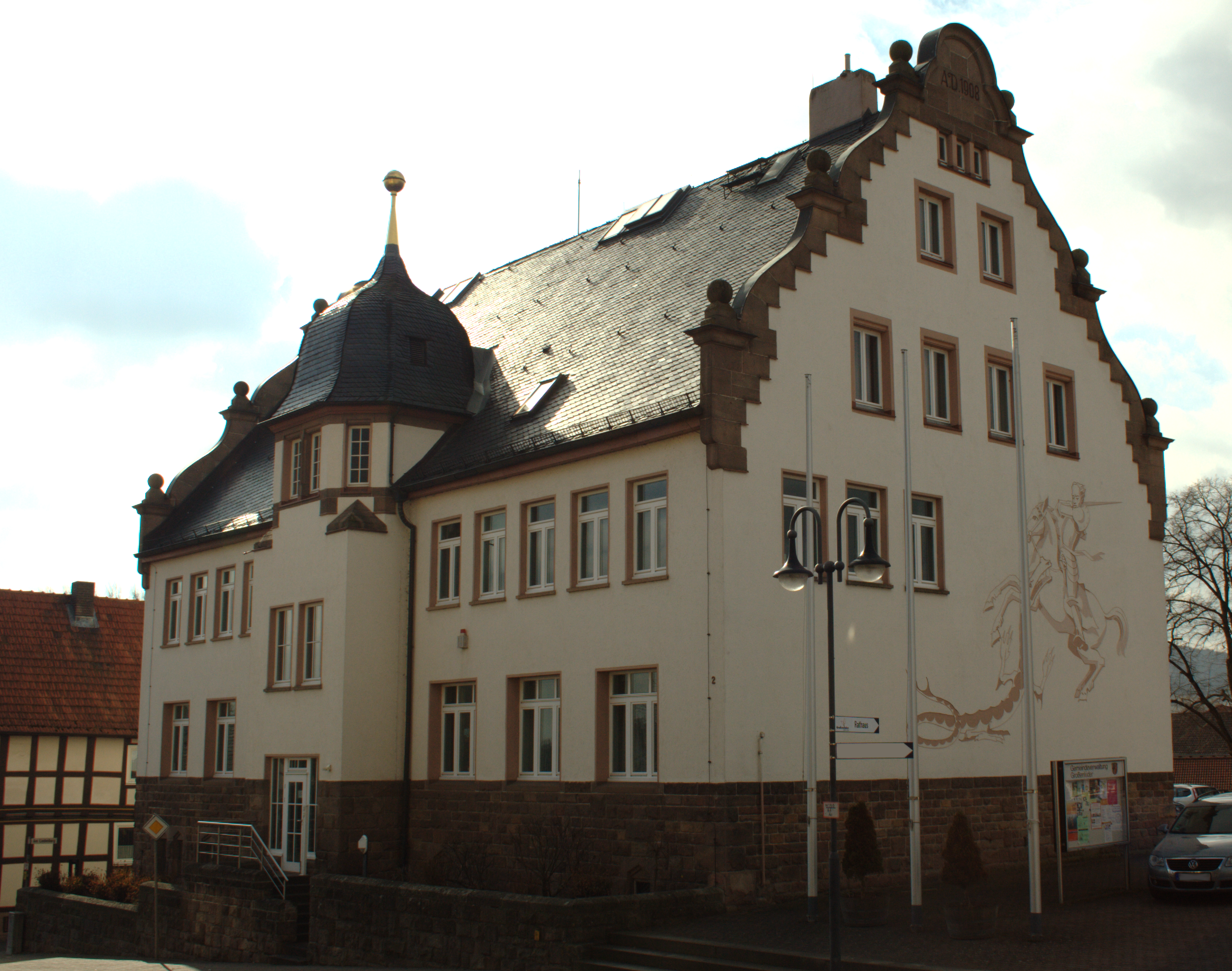
グローセンリューダーの町役場

### 議会
グローセンリューダーの町議会は、31議席からなる。

### 姉妹自治体
以下の町と姉妹自治体関係にある
- ヴィンディシュガルステン（ドイツ語版、英語版）（オーストリア、オーバーエスターライヒ州）1973年
- シュタットテングスフェルト（ドイツ、テューリンゲン州現在はデルムバッハ（ドイツ語版、英語版）の一部）1990年

## 経済と社会資本

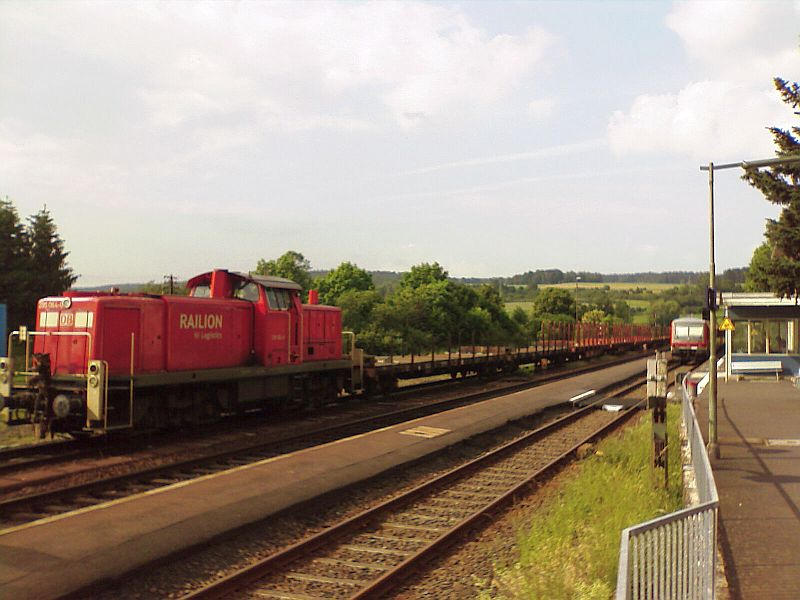
グローセンリューダー駅（2007年）

### 交通
この町は、フルダからアルスフェルトに至る連邦道 B254号線によりアクセス可能である。フルダにアウトバーン A7号線、アルスフェルトに A5号線とのインターチェンジがある。
グローセンリューダーは、鉄道フルダ - ギーセン線で結ばれている。駅はグローセンリューダーとビムバッハ地区（オーバービムバッハ駅）にある。オーバービムバッハ駅は、当初の計画とは異なり、2006年12月になっても閉鎖されなかった。ビムバッハ地区はこの他に、フルダ市の市バス網で結ばれている。残りの地区はバスが運行している（一部はバート・ザルツシュリルフおよびグローセンリューダーで鉄道に接続する）。

### 教育
グローセンリューダーには、幼児教育を行う幼稚園が、町立 3園、教会運営が 2園ある。いずれの施設も7:30から16:00（または15:00）まで開いており、昼間の通園が可能である。最小1歳の幼児もこの施設の託児所を利用することができる。グローセンリューダー、ビムバッハ、ミュス、クラインリューダーにそれぞれ1校の基礎課程学校がある。主邑グローセンリューダーには、町内および隣接する町村の生徒が在籍する本課程・実課程学校のリューダータールシューレがある。さらに学習を重点とする養護学校、グリードリヒ＝フォン＝ボーデルシュヴィング＝シューレがあり、相談・支援センター (BFZ)、職業訓練、健康教室を運営している。

## 文化と見所

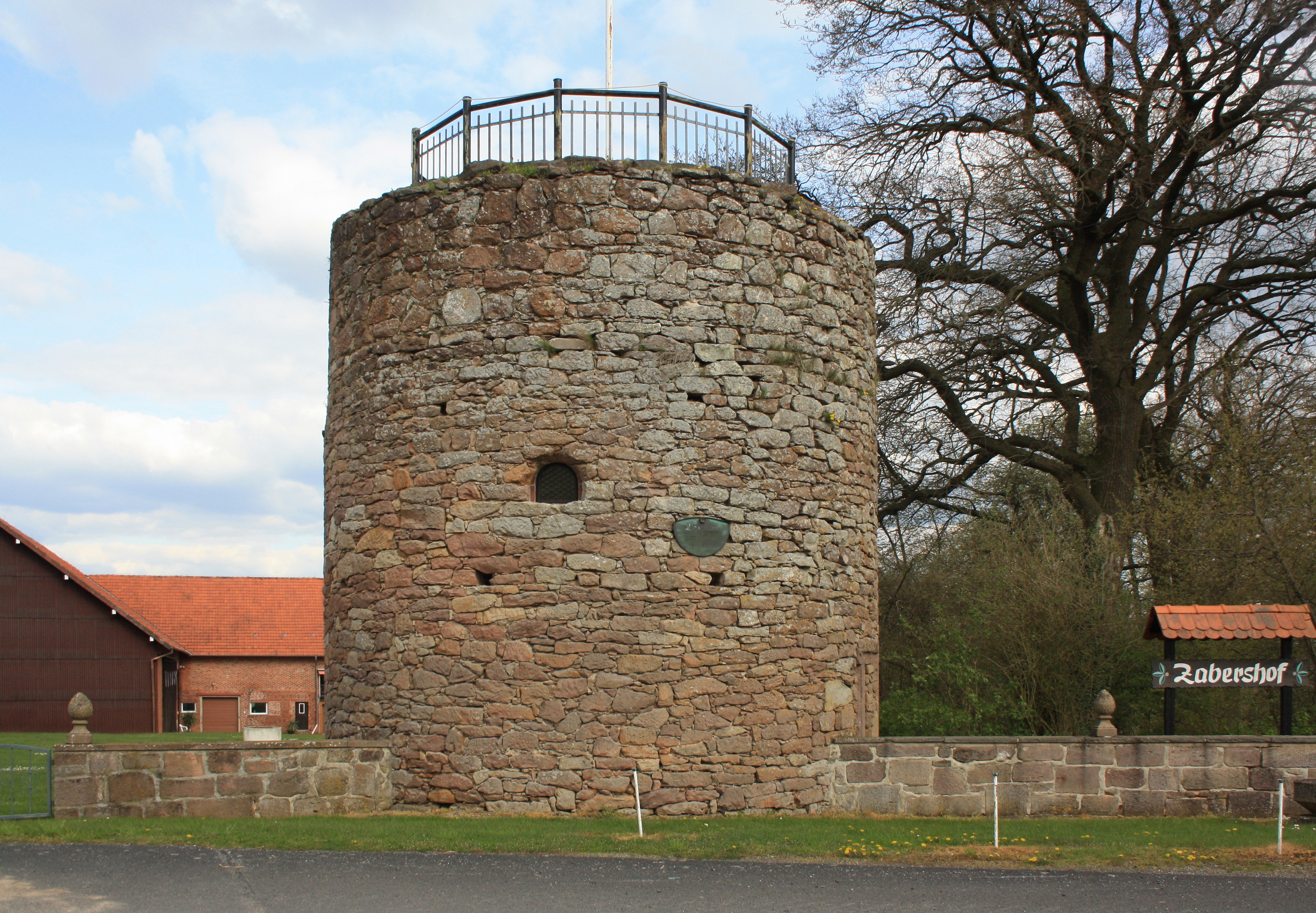
ツァーバースホーフの見張り塔

### 見所
- 聖ゲオルク教区教会: バロック様式の調度を有し、カロリング朝のゴシック様式の礼拝堂を保持している。822年に建造されたカロリング朝の礼拝堂はフルダのミヒャエルス教会（ドイツ語版、英語版）に次いで郡内で2番目に古い教会である。
- 聖堂参事会のアムトハウス: かつてのゲリヒト・リューダーの裁判所の建物である。この建物には、国際的なクリッペの展示[6]の他に、町の郷土博物館が入居している。見所は、紋章石を掲げた玄関である。
- クリッペ展示: グローセンリューダーで育ったヴァルター・オーデンヴァルトとその妻イーダが2001年に設立した。世界中の300以上のクリッペが集められている。彼らは4年以上にわたる長い旅でこれらを収集した。年間通して開館しているグローセンリューダーの展示はコレクションの代表的な物の一部である。定期的に開催される特別展示では、普段展示されていないクリッペを観ることができる。説明板には、歴史的発展や文化的・文化史的特殊性が説明されている。アドヴェントの時期には地元の文化協会、郷土協会、歴史協会がクリッペンヴェーク（クリッペの道）を組織する。グローセンリューダーの中心部に30から40のステーションを設け、それぞれのショーウィンドウ、建物の入り口、倉庫の窓に様々なクリッペが展示される。
- カルテン・リューダーの谷のクラインリューダー近郊にある巡礼教会クラインハイリヒクロイツ（小さな聖十字）教会
- フェルトクロイツ・クラインリューダー
- ツァーバースホーフの見張り塔
- リューダータールの水車
- 町内の森の中に、墳墓とトイフェルスカウテ（小さな火山湖）がある。
- 歴史的自然公園「ゾーデガルテン・グローセンリューダー・アン・デア・ヴィア・レギア」: 聖ゲオルクス水源近くのリューダー川（ドイツ語版、英語版）河畔の小島ゾーデゲルンに2014年に設けられた。
- ランゲンベルクの広さ 53 ha の自然保護区「カルクベルゲ・バイ・グローセンリューダー」内にヘッセン州の最も乾燥した石灰質緑地がある。

- アムトハウス
- クラインハイリヒクロイツ教会
- カルクベルゲ・バイ・グローセンリューダー自然保護区

## 人物

### 出身者
- ルドルフ・ヨルダン（ドイツ語版、英語版）（1902年 - 1988年）国家社会主義時代にハレ＝メルゼブルクおよびマクデブルク＝アンハルトの大管区指導者を務めた。